# Guido de Ferrara
Guido de Ferrara (o Guidonis de Pileo) fue un religioso y poeta de la Edad Media, que vivía aún en 1310.

## Biografía
De Guido de Ferrara, de la Orden de los Predicadores, algunos autores dicen que fue sacerdote o presbítero y otros lo elevan al obispado de Ferrara y era natural del señorío del conde de Montebello, vulgamente conocida como Maltraversi, primo de Nicolás Boccarini de Trevia, dominico.
Gudio dejó escrito un comentario en verso sobre la Biblia cuyo original se hallaba en la Biblioteca Nacional de París, manuscrito 4402 (otro ejemplar en la Sorbona, 5212 y según Jacques Échard de los P.P. Dominícos, uno en Rodez y otro en Lipsia) y el Reverendo Padre Andrea Rovetta le atribuye otra obra sobre teología en su obra "Biblioteca cronológica de ilustrísimos hombres de Lombardía de la sagrada orden de los Predicadores", Bobobiae: J. Longi, 1691 (en latín).
Fue un poeta latino  improvisador destacando según Echard por su ingenio y poesía fantástica, y según el carmelita descalzo  Angiolgabriello de Santa María en su obra "Biblioteca e storia de quei scrittori cost della citta come del territorio de Vicenza", Vicenza: B. Vendramini Mosca, 1772-1782, 6 vols. destaca por  su erudición sacra y profana y como buen poeta.

## Obra
- Margarita Bibliorum Domini Fratis Guidonis Vicentini......... 1485.
- Summa Theologica